# 来し方行く末
『来し方行く末』（きしかたゆくすえ）は、日本の歌手、高橋優のメジャー5枚目のフルアルバム。2016年11月16日、ワーナーミュージックジャパンからリリースされた。

## 概要
前作『高橋優 BEST 2009-2015 『笑う約束』』から約1年4ヶ月ぶり、フルアルバムとしては『今、そこにある明滅と群生』から約2年4ヶ月ぶりとなる。
高橋優のメジャーデビュー後、5枚目のリリースとなるフルアルバムである。2015年にリリースした「明日はきっといい日になる」、2016年にリリースしたシングル3曲（「さくらのうた」、「産まれた理由」、「光の破片」）を含む全12曲を収録。

### リリース
通常盤、期間生産限定盤、ファンクラブ限定盤の3形態で発売され、期間生産限定盤DVDには2016年9月3日-4日にグリーンスタジアムよこてにて行われた高橋優主催の野外音楽フェス「秋田CARAVAN MUSIC FES 2016」のライブ映像や秋田フェスお蔵入り映像などが収録され、ファンクラブ限定盤DVDには弾き語りLIVE TOUR「胡坐」2016の中から5月26日にキネマ倶楽部で行われたライブの映像が収録されている。

### タイトルの意味
高橋は、本アルバムのタイトルについて、「デビュー5周年を迎えた去年が今までを意識する1年だったとすれば、逆に今年はこれからを意識する1年だったような気がしたんです。自分自身についてもそうだし、時代に関しても各メディアの報道を見ていると今年って大きな転換点だった気がして。今までとこれからをとても意識した2年間だったので、過去と未来という意味の言葉を使いました。」と語っている。

## 収録曲

### CD
1. Mr.Complex Man [4:28]
2. 君の背景 [5:45]
3. さくらのうた [4:44]
  - 13thシングル。
4. 明日はきっといい日になる [4:52]
  - 12thシングル。ダイハツ「CAST」CMソング
5. 拒む君の手を握る [3:41]
6. 象 [3:46]
  - 2014年に関ジャニ∞へと提供した曲のセルフカバー。
  - ストリーミング配信がされていない。
7. 悲しみのない場所 [4:08]
  - 「あきたこまち」CMソング
8. 産まれた理由 [5:15]
  - 14thシングル。
9. アイアンハート [4:47]
10. Cockroach [4:09]
11. 光の破片 [4:16]
  - 15thシングル。MXTVアニメ『orange』オープニングテーマ
12. BEAUTIFUL [6:09]

### DVD（期間生産限定盤のみ）
「秋田CARAVAN MUSIC FES 2016　at グリーンスタジアムよこて 2016.9.3-4」
1. パイオニア
2. WEEKEND JOURNEY
3. 太陽と花
4. 産まれた理由
5. 光の破片
6. BE RIGHT
7. 現実という名の怪物と戦う者たち
8. 泣ぐ子はいねが
9. 明日はきっといい日になる
10. 福笑い

- 秋田フェスお蔵入り映像「ユウタイム～あきたの時間」
- 林卓の活躍in 秋田フェス

### DVD（ファンクラブ限定盤のみ）
「弾き語りLIVE TOUR「胡坐」2016 at キネマ倶楽部 2016.5.26」
1. 蛍
2. 雑踏の片隅で
3. 蓋
4. 運命の人
5. 昨日の涙と、今日のハミング
6. 今、君に会いに行く
7. 一人暮らし
8. I LOVE YOU
9. クラクション
10. BE RIGHT
11. 明日はきっといい日になる
12. さくらのうた